# Црквени бријег код Пала
Црквени бријег је локалитет који се налази на западном дијелу Пала, близини цркве Успења Пресвете Богородице. Црквени бријег је смјештен између Брда на западу и Прибња на истоку на надморској висини 1070 метара. Мања локација се назива Црквишта или Црквиште. Црквени бријег је доминантна тачка одакле се пружа поглед на падине Романије, Равне планине, Требевића, те на Паљанско поље и његову околину.

## Положај
Црквени бријег, је локалитет који је много вијекова познат народу у овом дијелу Сарајевско-романијске регије. О Црквеном бријегу постоји легенда која се преноси са кољена на кољено међу становницима овог дијела Пала, према којој је некада на овом мјесту постојала црква. Локација је видљива из центра Пала, али је мјесто обрасло густом четинарском шумом, па је непрепознатљиво. До локације је могуће доћи путем који води на Прибањ или путем према Драгуљама. На југозападној страни према кањону Довлића, налази се стари средњовјековни, у неким изворима и римски пут који је водио долином Миљацке према Старом граду, Ходидједу и Врхбосни. У непосредној близини налази се и локалитет познат као Црквени бријег.

## Православна црква Светог Петра
На самом узвишењу се налази доста остатака камена и на први поглед није могуће видјети да се ради о остацима неког објекта. Анализом терена дошло се до закључка, да је око цркве била подигнута ограда кружног облика. Сам локалите је зарастао шумом, доста је неприступачан кроз вијекове се наталожило неколико метара хумуса. На основу остатака материјала пронађених на овој локацији да се закључити да је ово била импозантна грађевина. Испод мјеста гдје се налазила црква, је локалитет Катуниште, гдје су на основу истраживања пронађени предмети обликовани људском руком, што доводи до закључка да се ту налазило насеље.
У књизи професора Мојсија Ђерковића у једном чланку стоји записано: "Никола Благојевић, деведесетогодишњак, чија је кућа недалеко одавде, прекрсти се и каже: "Заклињем се Богом и својом крсном славом, светим Николом, да ћу тачно рећи причу свога дједе и оца Марка коју су изговарали при самртном часу. Пренијећеш даље, да се не заборави наша српска светиња, да је овдје на овом бријегу била наша црква, звала се Петрова црква. Послије неког времена пошто су освојили Босну Турци су је разрушили и камен пренијели у Сарајево и тамо направили Бегову џамију. Ако не говорим истину, дабогда моја душа отишла на онај свијет усред пакла. Амин!" Изјава је дата 11. августа 1996. године.

### Рушење цркве
Османско царство је окупирало просторе Босне 1463. године, а Бегова џамија у Сарајеву је изграђена 1530. године. Према истраживањима, у овом периоду је порушена и црква Светог Петра код Пала. Турски обичај био је и остао да православне богомоље руше, а џамије граде, каквих примјера има много, широм простора које су турци окупирали. Бегова џамија је саграђена од тесаног камена, који одговара кречњаку са локалитета Мајдан, који се налази у близини Црквеног бријега. Црква Светог Петра налазила се у непосредној близини Сарајева и Бегове џамије, па се претпоставља да је и материјал из цркве Светог Петра, пренијет и уграђен у Бегову џамију.
Да су Турци рушили све што је било српско, говори и ово предање: "Када су Турци дошли у Босну, рушили су и палили, па су срушили и стару православну цркву у Сарајеву. Прође неколико година, народ се поврати, па замоли султана у Стамболу да дозволи да поново направе цркву 1539. године. Султан им одобри и даде ферман да могу направити цркву, али да јој темељи не буду већи од разастрте воловске коже. Народ се сарајевски ражалости, док се не дађе неки мудар старац па рече: "Ми ћемо лијепо исјећи од једне воловске коже танак каиш, све ћемо уокруг исјећи у једном комаду, и колико дуг буде тај каиш - нека толики буду и темељи цркви. "Народ га послуша узме кожу те исјече, измјери, удари темеље, и зачас направи ову данашњу Стару цркву. Када су то Турци видјели, навалише да богомољу руше, учинила им се велика. А народ лијепо потегне онај султанов ферман, докаже да је султан дозволио да могу направити цркву величине једне воловске коже, те Турци дигну руке, а црква остаде иста све до данас."